# Sambucus chinensis
Sambucus chinensis är en desmeknoppsväxtart som beskrevs av John Lindley. Sambucus chinensis ingår i släktet flädrar, och familjen desmeknoppsväxter. Utöver nominatformen finns också underarten S. c. pinnatilobatus.

## Bildgalleri

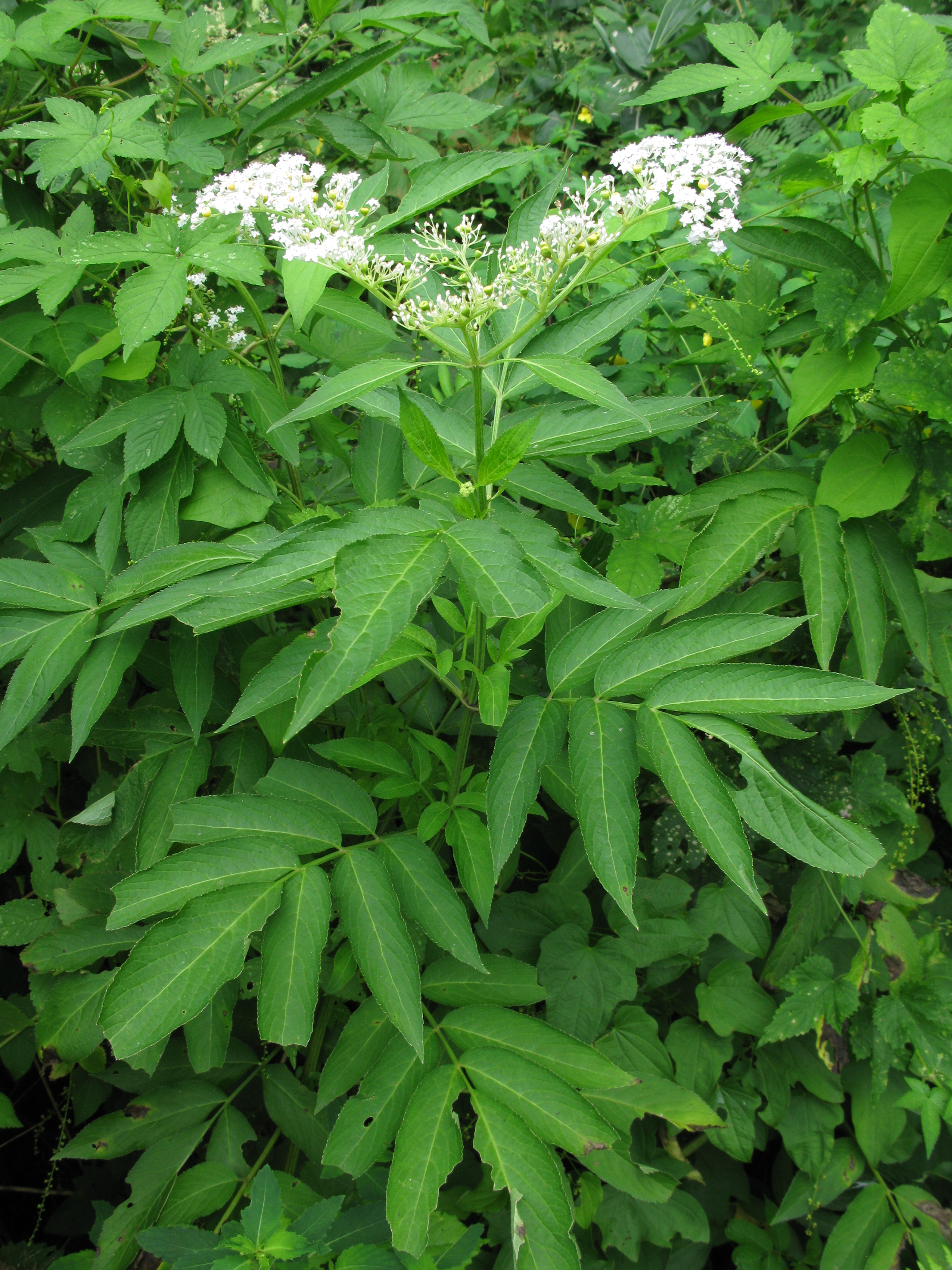